# Bruce Nauman
Bruce Nauman (født 6. december 1941 i Fort Wayne, Indiana, USA) er en amerikansk kunstner. Han spænder vidt lige fra skulptør, fotograf og videokunstner til tegninger og performancekunstner.